# Memoriile lui Manolescu
Memoriile lui Manolescu (titlul original: în germană Manolescus Memoiren) este un film mut german din 1920 regizat de Richard Oswald, cu Conrad Veidt, Erna Morena și Lilli Lohrer  în rolurile principale.
Decorurile filmului au fost proiectate de directorul artistic Hans Dreier.

## Distribuție
- Conrad Veidt - Manolescu
- Erna Morena -  Diane von Montignan
- Lilli Lohrer - Leonie, fiica portarului
- Hedda Vernon - Cäcilie
- Hermann Wlach - Rudolf Berg, oberchelner
- Alfred Kuehne - bătrânul Manolescu
- Clementine Plessner - Mama lui Manolescu
- Kathe Oswald - Inge
- Rudolf Forster - Alfons, logodnicul acesteia
- Adele Sandrock - Gräfin Anastasia Worutzky
- Robert Scholtz - Schröder de la poliția secretă
- Preben J. Rist - domn în pijama